# Кабалоев, Виталий Ермакович
Виталий Ермакович Кабалоев (род. 18 сентября 1996, Озрек) — российский борец греко-римского стиля, чемпион Европы 2019 года. Чемпион России 2018 и 2019, 2020, 2023 года. МСМК по греко-римской борьбе. По национальности — осетин.

## Биография
Родился в 1996 году в Кабардино-Балкарии. В 2018 году стал чемпионом России в весовой категории до 55 кг. В 2019 и 2020 годах повторил свой успех.
В 2019 году в Бухаресте на чемпионате Европы в весовой категории до 55 кг стал чемпионом континента.
В феврале 2020 года на чемпионате континента в итальянской столице, в весовой категории до 55 кг Виталий в схватке за чемпионский титул уступил спортсмену из Болгарии Эдмонду Назаряну и завоевал серебряную медаль европейского первенства. В сентябре 2023 года был отобран в состав сборной России на чемпионат мира 2023 в Белграде (Сербия).

## Выступления на чемпионатах страны
- Чемпионат России по греко-римской борьбе 2018 — ;
- Чемпионат России по греко-римской борьбе 2019 — ;
- Чемпионат России по греко-римской борьбе 2020 — ;
- Чемпионат России по греко-римской борьбе 2021 — ;
- Чемпионат России по греко-римской борьбе 2023 — ;
- Чемпионат России по греко-римской борьбе 2024 — ;
- Чемпионат России по греко-римской борьбе 2025 — ;